# Выборы губернатора Ненецкого автономного округа (2014)
Выборы губернатора Ненецкого автономного округа состоялись в Ненецком автономном округе в единый день голосования 14 сентября 2014 года. Это были первые прямые выборы губернатора за 9 лет. Глава автономного округа избирался на пятилетний срок.

## Предшествующие события
Предыдущие прямые выборы губернатора автономного округа прошли в январе—феврале 2005 года (в два тура). На них победил профессор Архангельского технического университета, а ранее главный федеральный инспектор по НАО, Алексей Баринов, избранный на четырёхлетний срок. Эти выборы стали последними прямыми выборами в России, проведёнными до вступления в силу указа президента, изменившего способ избрания глав регионов. В сентябре 2004 года президент России Владимир Путин предложил заменить прямые выборы глав регионов на утверждение их в должности решениями законодательных органов по предложению президента. Соответствующий законопроект был разработан и принят в декабре 2004 года, когда в НАО уже шла предвыборная кампания.
Однако уже через год после избрания, в мае 2006, Баринов был арестован, в отношении него было возбуждено уголовное дело. 2 июня президент России Владимир Путин назначил врио губернатора Валерия Потапенко, а 21 июля указом отрешил Баринова от должности в связи с утратой доверия. В августе 2006 Потапенко был единогласно утверждён в должности 16 депутатами Собрания депутатов НАО сроком на 4 года.
В феврале 2009 президент России Дмитрий Медведев досрочно прекратил полномочия Валерия Потапенко и назначил губернатором, через процедуру утверждения собранием депутатов НАО, Игоря Федорова. Фёдоров был наделён полномочиями сроком на 5 лет, до февраля 2014 года.
В 2012 году был принят закон, восстанавливающий прямые выборы глав регионов. В 2013 было принято проводить все выборы в единый день голосования в сентябре.
В феврале 2014 года, после окончания срока полномочий Фёдорова, президент Владимир Путин назначил врио губернатора Игоря Кошина, до вступления в должность избранного губернатора.

## Кандидаты
Кандидатов на выборах губернатора выдвинули пять партий, зарегистрировано было четверо кандидатов.
| Кандидат           | Должность (на момент выдвижения) | Партия              | Статус                                           |
| ------------------ | --- | ------------------- | ------------------------------------------------ |
| Игорь Кошин        | врио губернатора Ненецкого автономного округа                                                                                       | Единая Россия       | зарегистрирован                                  |
| Сергей Малинкович  | начальник цеха заготовки ЗАО «ДЕАВИ», депутат Муниципального совета округа Смольнинское (Санкт-Петербург)                           | Коммунисты России   | отказано в регистрации, не предоставил документы |
| Николай Остродумов | спасатель КУ НАО «Поисково-спасательная служба»                                                                                     | Справедливая Россия | зарегистрирован                                  |
| Андрей Смыченков   | зам. начальника Государственной инспекции по надзору за техническим состоянием самоходных машин и других видов техники Ненецкого АО | ЛДПР                | зарегистрирован                                  |
| Тимофей Солуянов   | индивидуальный предприниматель | Родина              | зарегистрирован                                  |

30 июля председатель Избирательной комиссии НАО Георгий Попов воздержался от обнародования «сенаторских троек» оставшихся в выборной гонке кандидатов.

## Итоги выборов
В выборах в приняли участие 14 179 человек, таким образом явка избирателей составила 42,87%.
| Явка избирателей                                      | Явка избирателей                                      | Явка избирателей | Явка избирателей |
| ----------------------------------------------------- | ----------------------------------------------------- | ---------------- | ---------------- |
| Число избирателей, включённых в список избирателей    | Число избирателей, включённых в список избирателей    | 33 077           | 100 %            |
| Из них приняли участие в выборах (выдано бюллетеней)  | Из них приняли участие в выборах (выдано бюллетеней)  | 14 179           | 42,87 %          |
| Процент испорченных бюллетеней                        |                                                       |                  |                  |
| Приняли участие в голосовании (возвращёно бюллетеней) | Приняли участие в голосовании (возвращёно бюллетеней) | 14 163           | 100 %            |
| Из них действительных бюллетеней                      | Из них действительных бюллетеней                      | 13 563           |                  |
| Из них недействительных бюллетеней                    | Из них недействительных бюллетеней                    | 600              | 4,23 %           |
| Распределение голосов:                                |                                                       |                  |                  |
| 1.                                                    | Игорь Кошин                                           | 10 863           | 76,70 %          |
| 2.                                                    | Андрей Смыченков                                      | 1 087            | 7,67 %           |
| 3.                                                    | Николай Остродумов                                    | 896              | 6,33 %           |
| 4.                                                    | Тимофей Солуянов                                      | 717              | 5,06 %           |
| Число действительных (учтённых) бюллетеней            | Число действительных (учтённых) бюллетеней            | 13 563           | 100 %            |

Выборы выиграл врио губернатора Игорь Кошин («Единая Россия»), набравший 76,70 % голосов избирателей. 22 сентября Кошин вступил в должность губернатора Ненецкого автономного округа и в тот же день назначил сенатором от правительства Ненецкого автономного округа Вадима Тюльпанова, являвшегося ранее сенатором от заксобрания Санкт-Петербурга. Ранее администрацию НАО в Совете Федерации представлял Юрий Бирюков.